# Eurybregma bielawskii
Eurybregma bielawskii är en insektsart som beskrevs av Nast 1977. Eurybregma bielawskii ingår i släktet Eurybregma och familjen sporrstritar. Inga underarter finns listade i Catalogue of Life.